# Klara Skurczyńska
Klara Skurczyńska, död 1780, var en polsk skådespelare och operasångare, aktiv 1774–1780. 
Hon var aktiv i familjen Sulkowskis teater i Rydzyna, innan hon engagerades på nationalteatern i 
Warszawa 1774, där hon blev en av nationalscenens främsta stjärnor i så kallade hjältinneroller, det vill säga huvudrollen som ung flicka i kärleksdramer. Hon avled plötsligt och oväntat efter premiären av "Ślubu modnego", där hon spelade huvudrollen. Året 1779 brukar anges som hennes dödsår, men det måste vara felaktigt, eftersom "Ślubu modnego" hade premiär den 7 september 1780.